# Matías Segovia
Matías Emanuel Segovia Torales (Caaguazú, 4 de janeiro de 2003), também conhecido como Segovia ou pelo apelido Segovinha, é um futebolista paraguaio que atua como meio-campista ou ponta-direita. Atualmente joga pelo RWD Molenbeek.

## Carreira

### Guarani
Segovia nasceu em Caaguazú, no Paraguai. Iniciou sua carreira pelo Guaraní e passou pelas categorias de base do clube, até subir aos profissionais, em 2019, tendo feito sua estreia em 14 de agosto, na vitória por 1–0 sobre o General Caballero, nas oitavas da Copa do Paraguai.
Considerado uma das principais jóias dos últimos anos do Guaraní, destacou-se sendo o capitão e ao ajudar o clube paraguaio a chegar às semifinais da Copa Libertadores Sub-20 de 2022, onde fez um dos gols na rodada que classificou-os para disputar a fase final do torneio, um 4–1 sobre o Concepcion de Chile. A equipe acabou sendo eliminada pelo Independiente del Valle, que vencera a última edição e venceria essa também.
Em 31 de janeiro de 2023, o clube paraguaio publicou uma mensagem de despedida ao atleta. Matias disputou 43 jogos e marcou dois gols.

### Botafogo
Foi anunciado e apresentado oficialmente pelo Botafogo em 4 de abril de 2023 pelo valor de 1,5 milhões de dólares (7,6 milhões de reais) dos direitos federativos, assinando contrato com o Glorioso até 2026, comprando 60% de seus direitos federativos. O scout do Botafogo, Alessandro Brito, já observava-o desde os 11 anos de idade na base do Guaraní, quando Brito trabalhava no Athletico Paranaense.
Fez sua estreia em 16 de abril, na vitória por 2–1 sobre o São Paulo na estreia do Brasileirão. Sergovia entrou aos 32 minutos do segundo tempo, tendo boa atuação e sendo elogiado pelo técnico Luís Castro. Em 28 de abril, deu uma assistência para o segundo gol feito por Janderson na vitória sobre o Ypiranga na vitória por 2–0 no jogo de volta da terceira fase da Copa do Brasil.
Suas boas atuações rapidamente renderam-lhe o afeto da torcida e o status de xodó, além do apelido "Segovinha" devida a sua baixa estatura (1,65 m), chegando até a ganhar uma música. Em agosto, o valor de mercado havia quase duplicado, pulando de 2 milhões de euros (10,7 milhões de reais) para 3,5 milhões de euros (18,8 milhões). Também foi divulgado um possível interesse do Barcelona interessado em seu futebol.
Em 16 de agosto, foi anunciada sua mudança de camisa da 19 para 10, assumindo o número que antes pertencia a Gustavo Sauer, que transferiu-se para o Rizespor. Sua camisa anterior foi cedida ao centroavante Diego Costa, recém-contratado pelo clube.
Em sua primeira temporada Segovinha fez 26 jogos, duas assistências e zero gols.<[carece de fontes?]

### RWD Molenbeek
Em 1 de fevereiro de 2024, foi anunciado oficialmente seu empréstimo ao RWD Molenbeek, da Bélgica, até junho do mesmo ano. Ao todo, disputou sete partidas pelo clube e retornou ao Botafogo em julho.

### Retorno ao Botafogo
Em 1 de julho de 2024, Segovia retornou do empréstimo do Molenbeek e foi reintegrado ao elenco, podendo voltar a jogar apenas após a abertura da janela de transferências  em 10 de julho.

## Seleção Paraguaia

### Sub-16
Segovia integrou o elenco campeão do Quadrangular de Portugal em 2019 pela Seleção Sub-16, tendo feito dois gols na goleada por 4–1 sobre a Bélgica na última rodada.

### Sub-17
Em 2019, Segovia integrou o elenco do Paraguai Sub-17 na Copa do Mundo da categoria, no Brasil. Fez um dos gols na goleada por 7–0 as Ilhas Salomão, na terceira rodada da fase de grupos da competição. O Paraguai chegou às quartas, onde foi eliminado pelos Países Baixos por 4–1.

### Sub-20
Segovia foi um dos 15 convocados para representar a Albiroja nos Jogos Sul-Americanos de 2022, em Assunção, em seu país natal. Fez um gol no torneio, na vitória por 4–2 ante a Colômbia nas semifinais e integrou o elenco que venceu o Equador na final por 1–0, faturando a medalha de ouro.
Em 5 de janeiro de 2023, foi um dos 23 convocados por Aldo Bobadilla para representar o Paraguai Sub-20 no Sul-Americano, sendo destacado com um dos principais jogadores da equipe para o torneio.

## Estilo de jogo
Considerado uma das principais joias do Paraguai, Segovia pode atuar tanto pelo centro como pelos lados do campo, tendo como principal característica o drible e a criatividade nas jogadas, apesar de sua baixa estatura (1,65 m). Prefere começar pela ponta esquerda para cortar para dentro e assim construir as jogadas.

## Títulos

### Seleção Paraguaia

#### Sub-20
- Ouro nos Jogos Sul-Americanos de 2022

### Botafogo
- Taça Rio: 2023